# Hankendi, Elâzığ
Hankendi là một thị trấn thuộc thành phố Elâzığ, tỉnh Elâzığ, Thổ Nhĩ Kỳ. Dân số thời điểm năm 2011 là 1.332 người.